# Antyki (zespół muzyczny)
Antyki – śląski zespół pochodzący z Chorzowa, założony w 1966 roku, który promuje muzykę śląską.
Zespół tworzył oprawę muzyczną programów TV: „Sobota w Bytkowie”, „Gospoda u Gruchlików”, „Zapiski Erwina Respondka”, „Wesoło, czyli smutno”, „Śląska laba”, „To jest... Śląsk laba”, „Bioły wągiel - jubileusz Bernarda Krawczyka”, „Śląsk serca kawałek”.

## Dyskografia
Kasety fonograficzne (19 szt.) m.in.
- „Wściekły moplik Hanka” nr 1 i 2,
- „Muzyka dla pryka”,
- „Przytul mnie mamusiu”,
- „Sobota w Bytkowie” 1-8,
- „Książę Lipin”,
- „Nasz stary Ślązek” nr 1 i 2,
- „A za łoknym kolynda” – śląskie pastorałki,

Płyty CD
- Przeboje „Soboty w Bytkowie”,
- „Nasz Stary Ślązek”,
- „A za łoknym kolynda” – śląskie pastorałki,
- „Śpiewnik z familoków”,
- „ANTYKI” i przyjaciele”,
- „Łobrozki ze Śląska”,
- „To jest … Śląsk”,
- „Bioły wągiel”
- „Śląsk serca kawałek”

Kasety video
- „Elwer Show” nr 1 i 2,
- „Sobota w Bytkowie”,
- „Jo siedza przi piwie”,
- „Zolyty”,

Śpiewniki
- „Pośpiywomy po naszymu”,
- „Nasz stary Ślązek”,
- „Śpiewnik z familoków”,
- „Kolędy i pastorałki śląskie”,
- „A za łoknym kolynda” – śpiewnik pastorałek śląskich,
- „Tukej jest mój dom”- śpiewnik na chór

W autorskiej płycie zespołu Antyki do muzyki Grzegorza Spyry i tekstów Zbigniewa Stryja oraz opartym na niej widowisku „To jest … Śląsk” oprócz zespołu Antyki wzięli wokaliści, aktorzy i muzycy śląscy, tacy jak Ewa Leśniak, Elżbieta Okupska, Jadwiga Spyra, Katarzyna Spyra, Aleksandra Stryj, Marta Tadla, Bernard Krawczyk, Krzysztof Respondek, Zbigniew Stryj, Krzysztof Wierzchowski, Marek Andrysek, Adam Szewczyk, Marzena Woźniak, Aleksander Woźniak, Krzysztof Kapel.

## Nagrody i wyróżnienia
Zespół ma w swym dorobku nagrody i wyróżnienia na licznych przeglądach i festiwalach muzyki rozrywkowej.
- Odznaczony Nagrodą Ministra Kultury i Sztuki – 1984 r.,
- Nagrodą Zasłużony dla kultury miasta Chorzowa – 1986 r.,
- Medalem im. Juliusza Ligonia – zasłużony dla kultury Chorzowa, Nagrodą Prezydenta Miasta Chorzowa w dziedzinie kultury – 2009 r.
- Nagroda Stanisława Ligonia - Radio Katowice - 2011 r.